# Gerd Winner

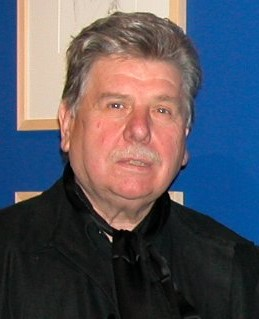
Gerd Winner

Gerd Winner, född 8 oktober 1936 i Braunschweig, är en tysk målare, skulptör och grafiker.
Gerd Winner utbildade sig i måleri på Hochschule für bildende Künste i Berlin och var 1961–62 elev till Werner Volkert. Han var därefter målare och grafiker i Berlin, Braunschweig och London. Han bor sedan 1964 i Berlin och är också professor i måleri och grafik vid Akademie der Bildenden Künste München. 
Han deltog i documenta 7 Kassel. 

## Fotogalleri

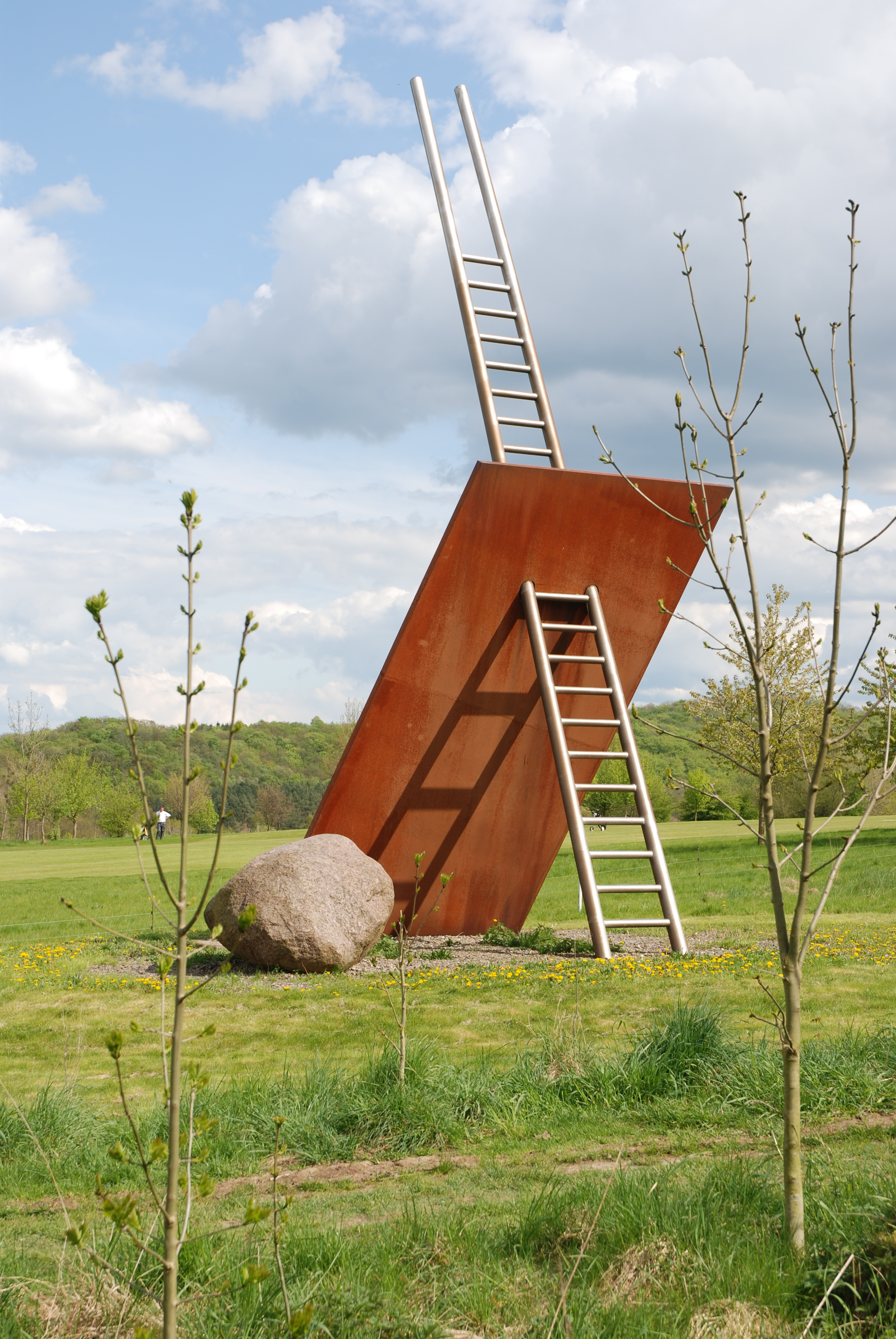
Jakobsleiter på Skulpturenweg Salzgitter-Bad